# Ronaldo Souza
Pour les articles homonymes, voir Souza.
Ronaldo Souza dit Jacaré, né le 7 décembre 1979 à Vila Velha dans l'État de l'Espírito Santo, est un expert en jiu-jitsu brésilien et pratiquant brésilien d'arts martiaux mixtes (MMA). Il est célèbre pour ses nombreuses victoires aux Championnats du monde de jiu-jitsu brésilien et à l'ADCC. Ancien champion poids moyens du Strikeforce, il est aujourd'hui en concurrence au sein de l'Ultimate Fighting Championship (UFC).

## Biographie
À 14 ans, Jacaré quitte ses parents et s'enfuit d'Espirito Santo, sa ville natale, à la suite de problèmes de délinquance. “I got into some heavy shit, crime and stuff, and went to live with my brother in Manaus, ” dit Jacaré dans le Gracie Magazine de septembre 2003. Il part vivre avec son frère, Renato, qui travaille à Manaus. Il essaye d'oublier son passé et de vivre honnêtement. Il gagne un peu d'argent en surveillant les voitures lors des fêtes de la ville.
À 16 ans, il commence à pratiquer le judo. Son frère en avait déjà fait mais s'était blessé après une chute. Jacaré lui emprunte son kimono et va s'entraîner. Sa première journée est un vrai désastre, il ne voit pas d’où viennent les projections et son professeur, Henrique Machado, dit aux autres élèves que s'il revient le lendemain c'est qu'il aime vraiment ça.
Jacaré décide par la suite de se spécialiser dans le combat au sol. Depuis l'âge de 18 ans, il étonne le monde du JJB, en démontrant une exceptionnelle technique, rapidité et rage de vaincre et en collectionnant d'innombrables victoires lors de diverses championnats de Jiu Jitsu Brésilien ou d'éditions de l'ADCC[style à revoir].
En 2003, il fait ses débuts dans les arts martiaux mixtes au Jungle Fight Championship 1 alors qu'il n'a aucune expérience en boxe pieds-poings. Son premier entraînement en boxe remonte à deux semaines avant le combat.
En 2004, à 25 ans, 15 mois seulement après l'obtention de sa ceinture noire, Jacare a déjà battu quelques-uns des meilleurs compétiteurs de JJB du moment et devient le meilleur combattant de Jiu Jitsu de l'année 2004, titre décerné par le Gracie Magazine.
En avril, il part pour la première fois aux États-Unis et gagne le titre dans sa catégorie des poids lourds et dans l'Open des Jiu-Jitsu Pan-American championship en battant notamment Tererê (en) lors de la finale de l'Open.
Vingt jours plus tard il perd pour la première fois de la saison, 2-0 contre Marcelo Garcia, lors du premier Best Fighters Jiu-Jitsu Challenge. Il a alors du mal à reconnaître sa défaite et fait quelques commentaires peu élogieux sur son adversaire dans certains magazines.
En mai, lors des Brazilian Championship, il remporte sa catégorie des poids moyen mais se fait voler la vedette par Xande Ribeiro, le frère de Saulo, qui remporte à la fois sa catégorie et l'Open. Jacaré a alors une blessure costale et ne préfère pas participer à l'Open.
Les deux hommes se rencontrent finalement le 25 juin, lors des 2004 Jiu-Jitsu World Championship, et Jaca bat Xande par décision lors des demi-finales de l'Open.
Juste avant, début juin, lors des Jiu-Jitsu World Cup à Bahia, Jacaré avait battu Fernando Margarida, 11-0, lors de la finale de l'Open. Jacaré raconte à propos de ce combat: “When I was a purple-belt, Margarida was the greatest black-belt there was. I always respected him a lot, but when it comes to fighting there’s no respect involved.”
Mais c'est pendant les 2004 BJJ World Championship, lors de la finale de l'Open contre Roger Gracie, que Jacaré fit le plus sensation. Alors qu'il mène aux points après avoir pris le dos de Roger, il se fait prendre dans une clé de bras mais refuse de taper. Il se dégage finalement mais finit les 2 minutes qu'il reste dans le combat avec un bras cassé, pendant le long de son corps. Il remporte malgré cela le titre de champion du monde de JJB 2004.
Jacaré fait donc suite à Marcio “Pe de Pano” qui fut élu meilleur combattant de Jiu Jitsu en 2002 et en 2003 par Gracie Magazine. Jacaré dit au sujet de Pe de Pano : “Every athlete wants to confront the one on top. I really wanted to fight Pe de Pano. After the World Championship we even got together. He congratulated me and said that now he’s the one who’s got to run to catch me.” et Pe de Pano dit au sujet de Jacaré: “I deem correct the choice of Jacare for 2004’s greatest competitor. In terms of results, he was amazing, won everything there was to win.”
En 2005, Jacare se place second à l'European Jiu-Jitsu Championship, perdant contre le très talentueux et plus lourd Roger Gracie. Ces deux phénomènes du JJB se rencontrent à nouveau deux fois au cours de cette année, lors de l'ADCC et des Jiu-Jitsu World Championship.
À l'ADCC, Ronaldo gagne sa catégorie mais perd contre Roger en finale de l'Open sur un standing rear-naked choke lors d'un des plus beaux combats de l'année. Lors des Championnats du monde de JJB, Jacaré prend sa revanche en gagnant sa catégorie et en remportant la victoire en Absolute contre Roger grâce à un takedown très controversé.

## Parcours en arts martiaux mixtes

### Ultimate Fighting Championship
C'est ensuite face à Francis Carmont qu'il continue son parcours lors de l'UFC Fight Night 36, le 15 février 2014 au Brésil.
Il bloque son adversaire dans le dos dans le premier round mais ne parvient à le soumettre. Le combat continue debout dans la seconde reprise et le résultat est alors plus serré. Il reprend cependant le dos de Carmont dans le dernier round et remporte la victoire par décision unanime.

## Palmarès en arts martiaux mixtes
| 35 combats     | 26 victoires | 8 défaites |
| Par KO         | 8            | 3          |
| Par soumission | 14           | 0          |
| Sur décision   | 4            | 5          |
| Sans décision  | 1            | 1          |

| Résultat      | Record   | Adversaire                    | Méthode                                       | Événement                                           | Date              | Round | Temps | Lieu                                     | Notes                                              |
| ------------- | -------- | ----------------------------- | --------------------------------------------- | --------------------------------------------------- | ----------------- | ----- | ----- | ---------------------------------------- | -------------------------------------------------- |
| Défaite       | 26-8 (1) | Jan Błachowicz                | Decission partagé                             | UFC Fight Night: Błachowicz vs. Jacaré              | 16 novembre 2019  | 5     | 5:00  | São Paulo, Brésil                        | Début en poids mi-lourds.                          |
| Défaite       | 26-7 (1) | Jack Hermansson               | Décision unanime                              | UFC Fight Night: Jacaré vs. Hermansson              | 27 avril 2019     | 5     | 5:00  | Sunrise, Floride, États-Unis             |                                                    |
| Victoire      | 26-6 (1) | Chris Weidman                 | TKO (coups de poing)                          | UFC 230: Cormier vs Lewis                           | 4 novembre 2018   | 3     | 2:46  | New York, New York, États-Unis           | Combat de la soirée.                               |
| Défaite       | 25-6 (1) | Kelvin Gastelum               | Décision partagée                             | UFC 224: Nunes vs. Pennington                       | 12 mai 2018       | 5     | 5:00  | Rio de Janeiro, Brésil                   | Combat de la soirée.                               |
| Victoire      | 25-5 (1) | Derek Brunson                 | KO (coups de pied et poings)                  | UFC on Fox: Jacare vs. Brunson 2                    | 27 janvier 2018   | 1     | 3:50  | Charlotte (Caroline du Nord), États-Unis | Performance de la soirée.                          |
| Défaite       | 24-5 (1) | Robert Whittaker              | TKO (coups de pied et poings)                 | UFC on Fox: Johnson vs. Reis                        | 15 avril 2017     | 1     | 3:41  | Kansas City, Missouri, États-Unis        |                                                    |
| Victoire      | 24-4 (1) | Tim Boetsch                   | Soumission (kimura)                           | UFC 208: Holm vs. de Randamie                       | 11 février 2017   | 1     | 3:41  | Brooklyn, New York, États-Unis           | Performance de la soirée.                          |
| Victoire      | 23-4 (1) | Vitor Belfort                 | TKO (coups de poing)                          | UFC 198: Werdum vs. Miocic                          | 14 mai 2016       | 1     | 4:38  | Curitiba, Brésil                         | Performance de la soirée.                          |
| Défaite       | 22-4 (1) | Yoel Romero                   | Décision partagée                             | UFC 194: Aldo vs. McGregor                          | 12 décembre 2015  | 3     | 5:00  | Las Vegas, Nevada, États-Unis            |                                                    |
| Victoire      | 22-3 (1) | Chris Camozzi                 | Soumission (clé de bras)                      | UFC on Fox: Machida vs. Rockhold                    | 18 avril 2015     | 1     | 2:33  | Newark, New Jersey, États-Unis           |                                                    |
| Victoire      | 21-3 (1) | Gegard Mousasi                | Soumission (étranglement en guillotine)       | UFC Fight Night: Jacaré vs. Mousasi II              | 5 septembre 2014  | 3     | 4:30  | Ledyard, Connecticut, États-Unis         | Performance de la soirée.                          |
| Victoire      | 20-3 (1) | Francis Carmont               | Décision unanime                              | UFC Fight Night: Machida vs. Mousasi                | 15 février 2014   | 3     | 5:00  | Jaraguá do Sul, Brésil                   |                                                    |
| Victoire      | 19-3 (1) | Yushin Okami                  | TKO (coups de poing)                          | UFC Fight Night: Teixeira vs. Bader                 | 4 septembre 2013  | 1     | 2:47  | Belo Horizonte, Brésil                   |                                                    |
| Victoire      | 18-3 (1) | Chris Camozzi                 | Soumission technique (étranglement bras-tête) | UFC on FX: Belfort vs. Rockhold                     | 18 mai 2013       | 1     | 3:37  | Jaraguá do Sul, Santa Catarina, Brésil   | Soumission de la soirée.                           |
| Victoire      | 17-3 (1) | Ed Herman                     | Soumission (kimura)                           | Strikeforce: Marquardt vs. Saffiedine               | 12 janvier 2013   | 1     | 3:10  | Oklahoma City, Oklahoma, États-Unis      |                                                    |
| Victoire      | 16-3 (1) | Derek Brunson                 | KO (coups de poing)                           | Strikeforce: Rousey vs. Kaufman                     | 18 août 2012      | 1     | 0:41  | San Diego, Californie, États-Unis        |                                                    |
| Victoire      | 15-3 (1) | Bristol Marunde               | Soumission (étranglement bras-tête)           | Strikeforce: Tate vs. Rousey                        | 3 mars 2012       | 3     | 2:43  | Columbus, Ohio, États-Unis               |                                                    |
| Défaite       | 14-3 (1) | Luke Rockhold                 | Décision unanime                              | Strikeforce: Barnett vs. Kharitonov                 | 10 septembre 2011 | 5     | 5:00  | Cincinnati, Ohio, États-Unis             | Perd le titre des poids moyens du Strikeforce.     |
| Victoire      | 14-2 (1) | Robbie Lawler                 | Soumission (étranglement arrière)             | Strikeforce: Diaz vs. Cyborg                        | 29 juillet 2011   | 3     | 2:00  | San José, Californie, États-Unis         | Défend le titre des poids moyens du Strikeforce.   |
| Victoire      | 13-2 (1) | Tim Kennedy                   | Décision unanime                              | Strikeforce: Houston                                | 21 août 2010      | 5     | 5:00  | Houston, Texas, États-Unis               | Remporte le titre des poids moyens du Strikeforce. |
| Victoire      | 12-2 (1) | Joey Villaseñor               | Décision unanime                              | Strikeforce: Heavy Artillery                        | 15 mai 2010       | 3     | 5:00  | Saint Louis, Missouri, États-Unis        |                                                    |
| Victoire      | 11-2 (1) | Matt Lindland                 | Soumission (étranglement bras-tête)           | Strikeforce: Evolution                              | 19 décembre 2009  | 1     | 4:18  | San José, Californie, États-Unis         |                                                    |
| Sans décision | 10-2 (1) | Jason Miller                  | Sans décision (coup de pied interdit)         | Dream 9: Featherweight Grand Prix 2009 Second Round | 26 mai 2009       | 1     | 2:33  | Yokohama, Japon                          | Pour le titre des poids moyens du DREAM            |
| Défaite       | 10-2     | Gegard Mousasi                | KO                                            | Dream 6: Middleweight Grand Prix 2008 Final Round   | 23 septembre 2008 | 1     | 2:15  | Saitama, Japon                           | Pour le titre des poids moyens du DREAM.           |
| Victoire      | 10-1     | Zelg Galešić                  | Soumission (clé de bras)                      | Dream 6: Middleweight Grand Prix 2008 Final Round   | 23 septembre 2008 | 1     | 1:27  | Saitama, Japon                           |                                                    |
| Victoire      | 9-1      | Jason Miller                  | Décision unanime                              | Dream 4: Middleweight Grand Prix 2008 Second Round  | 15 juin 2008      | 2     | 5:00  | Yokohama, Japon                          |                                                    |
| Victoire      | 8-1      | Ian Murphy                    | Soumission (étranglement arrière)             | Dream 2: Middleweight Grand Prix 2008 First Round   | 29 avril 2008     | 1     | 3:37  | Saitama, Japon                           |                                                    |
| Victoire      | 7-1      | Wendell Santos                | Soumission (coups de poing)                   | Hero's The Jungle                                   | 13 octobre 2007   | 1     | 1:40  | Manaus, Amazonas, Brésil                 |                                                    |
| Victoire      | 6-1      | José de Ribamar Machado Gomes | Soumission (clé de bras)                      | Amazon Challenge                                    | 29 septembre 2007 | 1     | 3:28  | Manaus, Amazonas, Brésil                 |                                                    |
| Victoire      | 5-1      | Bill Vucick                   | Soumission (coups de poing)                   | Gracie Fighting Championships: Evolution            | 19 mai 2007       | 1     | 1:59  | Columbus, Ohio, États-Unis               |                                                    |
| Victoire      | 4-1      | Haim Gozali                   | Soumission (étranglement arrière)             | Jungle Fight Europe                                 | 17 décembre 2006  | 1     | 1:34  | Ljubljana, Slovénie                      |                                                    |
| Victoire      | 3-1      | Alexey Prokofiev              | Soumission (étranglement en triangle)         | Fury Fighting Championship 1: Warlords Unleashed    | 27 septembre 2006 | 1     | 2:30  | São Paulo, Brésil                        |                                                    |
| Victoire      | 2-1      | Aleksander Shlemenko          | Soumission (étranglement bras-tête)           | Jungle Fight 6                                      | 29 avril 2006     | 1     | 2:10  | Manaus, Brésil                           |                                                    |
| Victoire      | 1-1      | Victor Babkir                 | Soumission (coups de poing)                   | Jungle Fight 2                                      | 15 mai 2004       | 1     | 0:56  | Manaus, Brésil                           |                                                    |
| Défaite       | 0-1      | Jorge Patino                  | KO (coup de poing)                            | Jungle Fight 1                                      | 13 septembre 2003 | 1     | 3:13  | Manaus, Brésil                           |                                                    |